# Piotr z Chotkowa
Piotr z Chotkowa lub Chodkowa (zm. 1497) – biskup płocki w latach 1480–1497, wcześniej kanclerz książąt mazowieckich.
Urodził się we wsi Chotkowo koło Bodzanowa, był synem kmiecia o imieniu Jan. W latach 1448–1457 studiował na Uniwersytecie Krakowskim, uzyskując w 1454 roku tytuł bakałarza, a w 1457 – magistra sztuk wyzwolonych. Na dalsze studia wyjechał do Bolonii, gdzie uzyskał tytuł doktora medycyny. Przez pewien czas wykładał na tamtejszym uniwersytecie filozofię lub medycynę.
Po powrocie do Polski przyjął święcenia kapłańskie. W 1462 roku został wychowawcą synów księcia mazowieckiego Bolesława IV. Funkcję tę pełnił do 1471 roku, gdy dzięki poparciu swoich wychowanków, przede wszystkim Janusza i Bolesława, został przełożonym wspólnej kancelarii obu książąt. Urząd sprawował przez prawie 10 lat. W 1465 roku został plebanem w Radzikowie. W 1474 roku miał także probostwa w Makowie i Czersku, był kanonikiem płockim, warszawskim i łowickim. W 1474 roku otrzymał w użytkowanie od kapituły płockiej rodzinną wieś Chotkowo.
24 kwietnia 1481 roku w Oporowie został konsekrowany na biskupa płockiego. Jako biskup zwołał trzy synody (1485, 1488/89, 1491), dbał też o inne potrzeby diecezji. Polecił sporządzenie kopii zwodu prawa prowincjonalnego arcybiskupa Mikołaja Trąby oraz statutów diecezjalnych biskupa Jakuba z Korzkwi, mających służyć klerowi diecezjalnemu. Zawarł ugodę z księciem Januszem w sprawie uregulowania dziesięcin. Był fundatorem kaplicy św. Piotra w płockiej katedrze wraz z kolegium siedmiu mansjonarzy, szpitala św. Ducha w Pułtusku i innych dzieł sakralnych i charytatywnych. Był świadkiem wydania przywileju piotrkowskiego w 1496 roku. W 1497 roku przeznaczył część swoich dóbr stołowych na uposażenie kapituły płockiej.
Zmarł po 9 sierpnia 1497 roku, został pochowany w katedrze w Płocku, w ufundowanej przez siebie kaplicy.
W herbarzu Bartosza Paprockiego biskupowi Piotrowi błędnie przypisane jest pochodzenie z kujawskiej linii rodu Ściborów i herb Ostoja.